# Касьянов, Георгий Владимирович
Гео́ргий Влади́мирович Касья́нов (20 апреля 1961, Челябинск, РСФСР) — украинский историк, доктор исторических наук, профессор, заведующий отделом новейшей истории и политики (2003—2021) Института истории Украины Национальной Академии наук Украины, профессор кафедры истории Киево-Могилянской академии. Директор образовательных программ Международного фонда «Возрождение» (2000—2013), Директор благотворительного фонда «Институт развития образования», Президент Международной ассоциации гуманитариев (2013—2018). Руководитель Лаборатории международных исследований памяти, Университет Марии Кюри-Склодовской (Люблин, Польша)

## Биография
Окончил Киевский государственный педагогический институт (1983) и аспирантуру Института истории АН УССР с защитой кандидатской диссертации «Инженерно-технические секции профсоюзов Украины в социалистическом строительстве, 1926—1937 годы» (1986). 25 июня 1993 года в Институте истории АН Украины защитил диссертацию на соискание учёной степени доктора исторических наук по теме «Интеллигенция советской Украины 1920-х — 30-х годов: социально-исторический анализ» (официальные оппоненты В. И. Оноприенко, А. В. Санцевич, С. М. Сырцова).
Стажировался в Гарварде и Кембридже, Лондонском и Хельсинкском университетах, Университете Монаша (Мельбурн), Университет Хоккайдо (Саппоро), Центрально-Европейском Университете (Будапешт), Амстердамском университете, Коллегиуме Имре Кертеса университета Йены. Преподавал в Хельсинкском университете (1998), Гарвардском университете (2005), Киевском национальном университете им. Т. Шевченко (2000—2002), Национальном университете «Киево-Могилянская академия» (2002—2011), Европейском гуманитарном университете (Вильнюс, 2007—2009), Берлинском Свободном университете (с 2009), Базельском университете (2017), Университете Северной Каролины в Чапел-Хилле (2017—2018), Центре исследований современной истории им. Лейбница, Потсдам, Германия (2021)
Член наблюдательных советов журналов «Український гуманітарний огляд» (Киев), «Journal of Ukrainian Studies» (Торонто), «Acta Poloniae Historica» (Варшава), «Історія науки і техніки» (Киев), «Историческая экспертиза» (Санкт-Петербург, до февраля 2022), «Центральноевропейские исследования» (Москва), до февраля 2022).
Критически оценивает тенденцию переписывания истории Украины в рамках классического национального нарратива, характерную для 1990—2000-х годов, а также внедряемую в научное и массовое сознание схему истории Украины, основанную на этноцентрическом нарративе.
Координатор и руководитель проектов, имеющих целью системную реформу украинской образовательной системы.
Работы опубликованы на украинском, русском, польском, английском, немецком, финском, венгерском языках.

## Основные работы
- «Сталінізм на Україні, 20-ті — 30-ті роки» (1991), в соавт.
- «Українська інтелігенція 1920-30-х років: соціальний портрет та історична доля» (1992),
- «Українська інтелігенція на рубежі XIX—XX ст.: Соціально-політичний портрет» (1993),
- «Незгодні: українська інтелігенція в русі опору 1960-80-х років» (1995, 2019 второе издание),
- «Історія України: нове бачення» (1996), в соавт.
- «Теорії нації та націоналізму Архивная копия от 17 января 2008 на Wayback Machine» (1999),
- «До питання по ідеологію ОУН Архивная копия от 26 мая 2009 на Wayback Machine» (2003),
- «Украина 1991—2007. Очерки новейшей истории Архивная копия от 25 марта 2013 на Wayback Machine» (2008),
- «А Laboratory of Transnational History. Ukraine and Recent Ukrainian Historiography» (2009), в соавт. с Ф. Тером[нем.]
- «Danse macabre: голод 1932—1933 років у політиці, масовій свідомості та історіографії (1980-ті — початок 2000-х) Архивная копия от 25 марта 2013 на Wayback Machine» (2010),
- «Россия — Украина. Как пишется история. Диалоги, лекции, статьи Архивная копия от 26 марта 2013 на Wayback Machine» (2011), в соавт. с А. И. Миллером, РГГУ, 2011
- Past Continuous: Історична політика 1980-х — 2000-х. Україна та сусіди (2018), Лаурус, 2018
- Розрита могила. Голод 1932—1933 років у політиці, пам’яті та історії (1980-ті — 2000-ні) (2019), Фоліо, 2019
- Украина и соседи: историческая политика 1987—2018 (2019, русская версия Past Continuous), Новое Новое литературное обозрение, 2019
- From «The Ukraine» to Ukraine. A Contemporary History, 1991—2021 (2021) в соавт. с М. Рожански, М. Минаков и др. Ibidem, 2021
- Memory Crash. Politics of History in and Around Ukraine, Central European University Press, 2022[4]
- The War Over Ukrainian Identity. Nationalism, Russian Imperialism, and the Quest to Define Ukraine’s History, Foreign Affairs, 2022, May 4, 2022
- From Historical Fallacy to Tragic, Criminal Loss: Putin’s Case for Invading Ukraine, Kennan Cable, 2022, № 7[5]
- ‘Ukrainian Nazis’ as an invented enemy, June 8, 2022[6]
- Common Past, Different Visions. The Ukrainian — Russian Encounters Over History Textbooks (1990s — 2010s), Bildung und Erziehung, 2022, № 2, 145—163[7]
- Очередной конец истории. Россия как анти-Украина, 25.04.20[8]

Соавтор ряда коллективных трудов по истории Украины.